# 黃博翊
黃博翊，台灣男子羽毛球選手，臺南佳里人，就讀景文科技大學，前土地銀行羽球隊隊員，現為中租企業羽球隊教練。

## 選手生涯
黃博翊來自臺南佳里，小學時遠赴台北就讀民權國小，接受教練陳嬥筌培訓；國中就讀高雄英明國中，高中再赴臺北就讀能仁家商。2008年，搭檔呂欣儫在第一次中華民國全國羽球排名賽獲得乙組男子雙打第一名，成為中華民國羽球協會甲組球員。
升上甲組後，黃博翊改與陳中仁搭檔男雙，曾在2009第二次全國排名賽獲得男雙第五名；2011年初，因土地銀行羽球隊教練認為隊中年輕男雙選手成長緩慢，而在該年第一次全國排名賽安排黃博翊與老將陳宏麟搭檔，希望藉由以老帶小傳承經驗，黃博翊／陳宏麟最終獲得男雙第四名。2011年3月，黃博翊再度與前搭檔呂佳彬（本名呂欣儫）合拍，在紐西蘭國際挑戰賽打進男雙決賽，最後奪得亞軍，是黃在國際賽的生涯最佳成績，此後兩人也在捷克國際賽晉級四強、2011年保加利亞羽毛球國際賽再度獲亞；黃另與吳玓蓉搭檔，在保加利亞站闖入混合雙打四強。
2012年2月，黃博翊於代表土銀參加全國團體錦標賽期間右膝蓋十字韌帶斷裂，差點斷送運動生涯，但在開刀後只花了半年就重返球場。
2013年，黃博翊改投合作金庫羽球隊。他在這年曾與程文欣搭檔，在第二全國排名賽獲得混合雙打第三名。

## 教練生涯
2015年7月，中租控股成立臺灣中租企業羽球隊，並聘請黃博翊為雙打教練。

## 主要比賽成績
只列出曾進入準決賽的國際賽事成績：
| 年份   | 賽事                   | 公開賽級別 | 項目     | 搭檔   | 成績   |
| ------ | ---------------------- | ---------- | -------- | ------ | ------ |
| 2011年 | 紐西蘭羽毛球國際挑戰賽 | 國際挑戰賽 | 男子雙打 | 呂佳彬 | 亞軍   |
| 2011年 | 捷克羽毛球國際賽       | 國際挑戰賽 | 男子雙打 | 呂佳彬 | 準決賽 |
| 2011年 | 保加利亞羽毛球國際賽   | 國際挑戰賽 | 男子雙打 | 呂佳彬 | 亞軍   |
| 2011年 | 保加利亞羽毛球國際賽   | 國際挑戰賽 | 混合雙打 | 吳玓蓉 | 準決賽 |

| 2007-2017年 | 首要超級賽 | 超級賽 | 黃金大獎賽 | 大獎賽 | 國際挑戰賽 | 國際系列賽 | 未來系列賽 | 其他 |

## 外部連結
- 黃博翊在BWFBadminton.com（英语）
- 黃博翊在BWF.TournamentSoftware.com（英语）